# 試験飛行等の許可
試験飛行等の許可（しけんひこうとうのきょか）とは、耐空証明を有しない航空機や、一時的にその効力が停止されている航空機に対して、申請があった場合に国土交通大臣が出す飛行許可のことである。
航空法第11条1項にある「但し」以降が許可の根拠となっている事から、航空業界では一般的に「11条但し書き」と呼ばれる。また試験飛行「等」とされるのは、単に試験飛行だけでなく空輸飛行（フェリーフライト）や外国航空機の一時的な国内使用に係る飛行も対象だからである。
試験飛行用に交付される国籍記号はJAではなくJXとなり、JX0001～9999が割り当てられる。

## 適用範囲
試験飛行等が許可される航空機は、耐空証明を有さない、もしくは一時的にその効力が停止されている航空機である。
例として
- 製造業者、研究機関等が航空機やその装備等の研究開発のために行う飛行
- 整備又は改造のための、その実施基地までの飛行
- 輸出入のための空輸
- 指定された運用限界(X類を含む)を超えて行う飛行 (双発機、多発機における一部発動機不作動での空輸についてはこの項目が適用される)
- 外国航空機の一時的な国内使用に係る飛行
- 外国航空機の(5)以外の国内使用の場合で、耐空証明の取得が困難な航空機の飛行
- 米国政府の発行したエクスペリメンタル・カテゴリーの耐空証明を有する航空機の飛行
- 防衛省納入予定航空機の飛行
- 自作航空機に係る試験飛行
- 超軽量動力機及びジャイロプレーンに係る試験飛行

などを行おうとする航空機が適用範囲となる。

## 許可申請
許可を申請するための申請書の記載事項については航空法施行規則第16条の14で規定されている。
記載事項の内容としては
1. 申請者の住所、氏名
2. 航空機の種類、型式、製造者、製造番号、国籍記号及び登録番号
3. 飛行計画の概要(目的・日時・経路等)
4. 操縦者の氏名、資格
5. 同乗者の氏名及び目的
6. 指定された用途又は運用限界の範囲を超えて飛行する場合は、その超える事項の内容
7. 修理改造または整備の目的で飛行する場合は、その内容
8. その他参考となる事項
  - 当該機の安全性に関する技術上の基準及びそれとの合致を証明する資料
  - 国籍記号及び登録記号のない航空機に関しては航空機を特定するための十分な資料
  - 申請者が安全な飛行のために必要と考える運用上の制限及び操作
  - 当該輸出国の発行した飛行許可書
  - 増槽装着など耐空証明を受けた形態と異なる状況の場合はその図面及び装備の概要
  - 航空機の設計の概要
  - 整備の概要、機体の経歴、使用実績等
  - 航空法上必要な他の要件及び関連法上の要件に対する手続事項の概要(電波法第４条無線局の免許など)
  - 防衛省訓練空域等の使用に対する調整
  - 当該飛行が安全であることを示すその他の資料

などがある。申請先としては地方航空局保安部航空機検査官室または本省航空局安全部航空機安全課機体係宛にそれぞれ申請する。

## 事例
耐空証明が失効した航空機が再度耐空証明を取得するためには耐空証明検査の受検が必要であるが、その際の試験飛行を実施する場合に申請し許可されることが多い。
数は少ないが海外で販売されている自作キットを輸入し国内で組み立てたホームビルト機が許可された事例もある。また自作機としてはオープンスカイプロジェクトのM-02Jに『JX0122』が割り当てられている。
『外国航空機の(5)以外の国内使用の場合で、耐空証明の取得が困難な航空機の飛行』としてはソーラープレーンのソーラー・インパルスが日本に飛来した例がある。
上述のエクスペリメンタル・カテゴリーも公的機関の実験機やNASAのシャトル訓練機など公的なものから、ホームビルト機や軽量スポーツ航空機など個人の趣味が包括されているが基準はより緩く、頻繁な改造を行うエアレース機によるレースやメーカーによる航空ショーでのデモ飛行など興行飛行の許可も含まれる。このためレッドブル・エアレース・ワールドシリーズへ参戦する機体はアメリカで登録されており、日本でもこの法に基づいてレースが開催された。また過去の航空機が国内でデモフライトを実施する場合に申請されたり、国内にて外国籍機として登録され、かつ当該国の耐空証明を有しない航空機が日本国内にて飛行する際に、当該国の特別飛行許可とともに、本許可を申請し許可された事例もある。